# Predrag Stanković
Predrag Stanković (en serbi ciríl·lic: Педраг Станковић), (Leskovac, República Federal Socialista de Iugoslàvia, 17 de setembre de 1968) és un exfutbolista serbi. Va jugar de defensa central en l'OFK Belgrad, FK Zemun i Estrella Roja de Belgrad de la màxima categoria del seu país, i en l'Hèrcules CF en Primera Divisió d'Espanya.

## Trajectòria
Stanković era un jugador que habitualment s'ocupava com defensa lliure o central, encara que també va actuar alguna vegada com lateral esquerre. Era un bon marcador i posseïa una acceptable tècnica individual amb la qual intentava sortir amb el baló jugat des de darrere. Es va donar a conèixer en el futbol espanyol després d'un partit de vuitens de final de la Recopa d'Europa entre l'Estrella Roja de Belgrad i el FC Barcelona. Stanković va ser l'encarregat de defensar a Ronaldo i va deixar bones sensacions.
En aquesta mateixa temporada, en el mercat hivernal, va fitxar per l'Hèrcules CF. Va ser presentat a la fi de novembre de 1996, no obstant això no va debutar fins a gener de 1997 a causa d'una successió de problemes. Primer el seu passi internacional va trigar a arribar. Després, l'Hèrcules no li va permetre entrenar amb la resta de la plantilla, tot esperant que se solucionessin algunes discrepàncies existents sobre la seva edat i nombre de vegades que havia estat internacional amb la seva selecció. A l'Hèrcules el van oferir com un prometedor jugador de 25 anys, quan en realitat tenia 28 anys. A més, es va assegurar que havia estat 8 vegades internacional, encara que després es va saber que només havia jugat amb la selecció del seu país un partit informal contra periodistes. Aquestes circumstàncies van provocar que el cost inicial del traspàs, fixat en 330 milions de pessetes, fos substancialment rebaixat, amb un cost final d'uns 100 milions. A més, es va extraviar el taló bancari amb el qual s'anava a realitzar efectiu l'import del traspàs. Finalment, no es va permetre la seva inscripció perquè el club ja disposava del contingent de 6 extracomunitaris.
El club hercul·là, va donar de baixa deferativa a l'argentí Pablo Morant per a inscriure a Predrag Stanković. Va debutar en Primera Divisió d'Espanya el 5 de gener de 1997, en un Hèrcules-Sporting (1-1). Va jugar els 90 minuts i durant els últims minuts va rebre un fort cop que el va deixar commocionat. En la seua primera temporada en l'Hèrcules CF va jugar 20 partits marcant 1 gol.
La següent temporada, la 1997/98 va jugar 15 partits marcant un gol. En la temporada 1998/99 va jugar 19 partits i va materialitzar dos gols. En la temporada 1999/00 Stankovic i l'eslovè Milan Osterc, es van convertir en dos casos excepcionals, ja que en la categoria de Segona B (després del descens de l'Hèrcules) no poden jugar extracomunitaris, però sí que està permès al posseir contracte amb el club amb el qual havien descendit. En aquesta temporada va disputar 21 partits de lliga on va assolir un gol enfront de l'Ontinyent CF; i va jugar 2 partits de Copa del Rei.
La temporada 2000-01 va fitxar pel CP Mérida amb el qual va realitzar la pretemporada, però no va jugar cap encontre, ja que el club va desaparèixer per problemes econòmics. Així a l'estiu de 2000 es va quedar sense equip, i va decidir retirar-se del futbol. Després de la seva retirada va fixar la seva residència a Alacant, on defensava els colors de l'equip de veterans de l'Hèrcules. Així mateix, dos fills seus juguen en les categories inferiors de l'Hèrcules CF.

### Internacional
Ha estat internacional olímpic amb la selecció de futbol de Iugoslàvia en 7 ocasions. També va ser 6 vegades internacional juvenil amb Iugoslàvia.

## Condemna per narcotràfic
El febrer de 2009 va ser detingut en veure's implicat en una xarxa de narcotràfic en la qual participaven persones vinculades al futbol com Zoran Matijevic, Txutxi, Pablo Acosta o Carlos de la Vega. En la denominada Operació Cicló es van decomissar 600 quilos de cocaïna. Va ser posat en llibertat amb càrrecs, i posteriorment condemnat. El febrer de 2015 el Tribunal Suprem li va confirmar la condemna a nou anys de presó imposada per l'Audiència Nacional.